# Michał Laszczkowski
Michał Laszczkowski (ur. 22 listopada 1982 w Warszawie) – polski działacz społeczny, historyk, aktywista kultury, menedżer dziedzictwa. W latach 2022–2023 p.o. dyrektora Narodowego Instytutu Konserwacji Zabytków, w latach 2023–2024 dyrektor Narodowego Instytutu Konserwacji Zabytków.

## Wykształcenie
Absolwent XXVII Liceum Ogólnokształcącego im. Tadeusza Czackiego w Warszawie. Ukończył prawo na Wydziale Prawa i Administracji Uniwersytetu Warszawskiego (2006) oraz politologię na Wydziale Nauk Historycznych i Społecznych Uniwersytetu Kardynała Stefana Wyszyńskiego. Pod kierunkiem dr hab. Adama Dobrońskiego uzyskał stopień doktora nauk humanistycznych na Uniwersytecie w Białymstoku.

## Praca zawodowa
W latach 2007–2017 pełnił funkcję rzecznika prasowego Narodowego Centrum Kultury, w latach 2017–2019 obejmował stanowisko zastępcy dyrektora ds. programowych Instytutu Adama Mickiewicza, gdzie nadzorował pion programowy Instytutu, w tym program zagraniczny wydarzeń kulturalnych towarzyszących 100. rocznicy odzyskania niepodległości przez Polskę.
Z jego inicjatywy 19 kwietnia 2022 został powołany Narodowy Instytut Konserwacji Zabytków (dalej NIKZ), gdzie pełni funkcję dyrektora. Celem NIKZ jest upowszechnianie wysokiego standardu prac prowadzonych przy zabytkach, prowadzenie badań archeologicznych i konserwatorskich, popularyzacja dobrych praktyk oraz edukowanie w zakresie historii konserwacji. W czerwcu 2024 zakończył pełnienie funkcji dyrektora NIKZ.
Członek Rady Odbudowy Pałacu Saskiego.

## Działalność społeczna
Podczas studiów był członkiem Korporacji Akademickiej Welecja, w której pełnił m.in. funkcje prezesa i oldermana. Po studiach aktywny członek organizacji filisterskich m.in. dwukrotny prezes Stowarzyszenia Filistrów Polskich Korporacji Akademickich i wiceprezes Stowarzyszenia Filistrów Welecji. Inicjator organizacji Komerszy Polskich – corocznego zjazdu polskich korporacji akademickich. Był redaktorem naczelnym pisma popularnego „Korporant Polski. Pismo polskich korporantów” (lata 2006–2011) oraz pisma naukowego „Historia Academica. Studia i Materiały”. Założyciel i pierwszy prezes Towarzystwa Tradycji Akademickiej.
Należał do Forum Młodych PiS. Od 2002 do 2006 zasiadał w radzie warszawskiej dzielnicy Ochota z listy Prawa i Sprawiedliwości. Od 2012 prezes Fundacji Dziedzictwa Kulturowego, koordynator największych programów konserwatorskich realizowanych z polskich środków publicznych za granicą m.in. na cmentarzu Łyczakowskim we Lwowie, kościele św. Wawrzyńca w Żółkwi, kolegiacie Świętej Trójcy w Ołyce i kościele św. Mikołaja w Kamieńcu Podolskim. W latach 2012–2020 kierowana przez niego Fundacja poddała profesjonalnej konserwacji ponad 600 zabytkowych nagrobków, pomników i epitafiów polskich, ukraińskich, tatarskich, ormiańskich, niemieckich i żydowskich w Polsce, na Białorusi, Ukrainie, Łotwie, w Mołdawii, we Francji i Włoszech.
Twórca programu odnowienia cmentarzy tatarskich w Polsce.
Inicjator i autor projektu renowacji cmentarza żydowskiego przy ulicy Okopowej w Warszawie. Pomysłodawca funduszu wieczystego na ten cel, zasilonego w drodze ustawy kwotą 100 milionów złotych. Inicjator powołania Koalicji Opiekunów Cmentarzy Żydowskich w Polsce. W 2020 z jego inicjatywy odsłonięto tablicę na warszawskim Powiślu, upamiętniającą 190. rocznicę podpalenia Browaru Weissa – akcji rozpoczynającej wybuch Powstania Listopadowego.

## Wybrane publikacje
- pismo „Korporant Polski. Pismo polskich korporantów”, red. nacz. Michał Laszczkowski, Warszawa 2006-2011.
- Być do zgonu dzielnym mężem: wspomnienia weleckie z trudnych czasów, red. Michał Laszczkowski, Warszawa: Korporacja Akademicka Welecja 2005.
- Historia Academica: studia i materiały, red. Michał Laszczkowski, Warszawa: Towarzystwo Tradycji Akademickiej 2009.
- Wojciech Baranowski, Gaudeamus, red. Michał Laszczkowski, współpr. red. Kaj Małachowski, Zofia Stanecka, Adam Wiejak, Warszawa: Towarzystwo Tradycji Akademickiej 2009.
- Polskie korporacje bałtyckie przed 1918 r., Warszawa 2011 (współautor: z A. Janicki).
- Poola korporatsioonid Baltikumis enne 1918. aastat (współautor: Arkadiusz Janicki), tlg. Tiina Peterson, Reet Otsason, Warszawa: Towarzystwo Tradycji Akademickiej 2011.
- Polish Baltic fraternities before 1918 (współautor: Arkadiusz Janicki), transl. Kaj Małachowski, Warszawa: Towarzystwo Tradycji Akademickiej 2011.
- Welecja. Dzieje Korporacji, Warszawa: Towarzystwo Tradycji Akademickiej 2012.
- Polu studentu korporācijas Baltijā līdz 1918. g. (współautor: Arkadiusz Janicki), Sebastian Tkacz, Warszawa: Towarzystwo Tradycji Akademickiej 2011.
- Polentechnikum, Warszawa: Ministerstwo Kultury i Dziedzictwa Narodowego 2012 (współautor: Arkadiusz Janicki i Ēriks Jēkabsons).
- Za młodzi na Katyń. Relacje studentów z zesłania na Wschód, Warszawa: Rytm 2015 (współautor: Paweł Libera).
- Kobiety niepodległej, Warszawa: Biuro Programu „Niepodległa” 2021 Kobiety niepodległej, Warszawa: Biuro Programu „Niepodległa” 2021

## Odznaczenia
- Złoty Krzyż Zasługi „za zasługi na rzecz odrodzenia ruchu korporacyjnego w Polsce” (2010)[18]
- Odznaka honorowa „Zasłużony dla Kultury Polskiej” (2015)
- Medal „Pro Bono Poloniae” (2019)